# Biển đăng ký xe

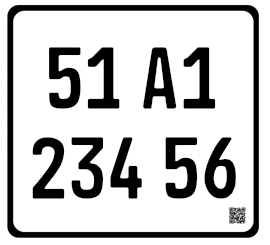
Biển đăng ký xe máy tại Việt Nam 2019

Biển đăng ký xe, còn gọi là Biển số xe, Biển kiểm soát hay Bảng số xe (người miền Nam còn gọi là cà vẹt xe), là một tấm kim loại hoặc tấm nhựa gắn vào xe gắn máy hay rơ-moóc phục vụ cho mục đích nhận dạng chính thức. Mã nhận dạng đăng ký in trên biển đăng ký xe là một mã có con số hoặc vừa có chữ vừa có con số xác nhận duy nhất chiếc xe đó trong cơ sở dữ liệu của khu vực cấp biển số xe. Ở một số nước, mã nhận dạng đăng ký là duy nhất trong cả quốc gia, trong khi ở những quốc gia khác, mã định dạng là duy nhất trong một bang hoặc tỉnh. Việc mã nhận dạng xe gắn liền với một chiếc xe hay một người cũng khác nhau theo cơ quan cấp biển số ở các quốc gia hoặc khu vực khác nhau.